# Calotropis gigantea
Calotropis gigantea, llamada comúnmente algodón de seda, es una especie del género Calotropis nativa de Malasia, Filipinas, Sri Lanka, Tailandia, India y China, en América se encuentra en Venezuela y Colombia.

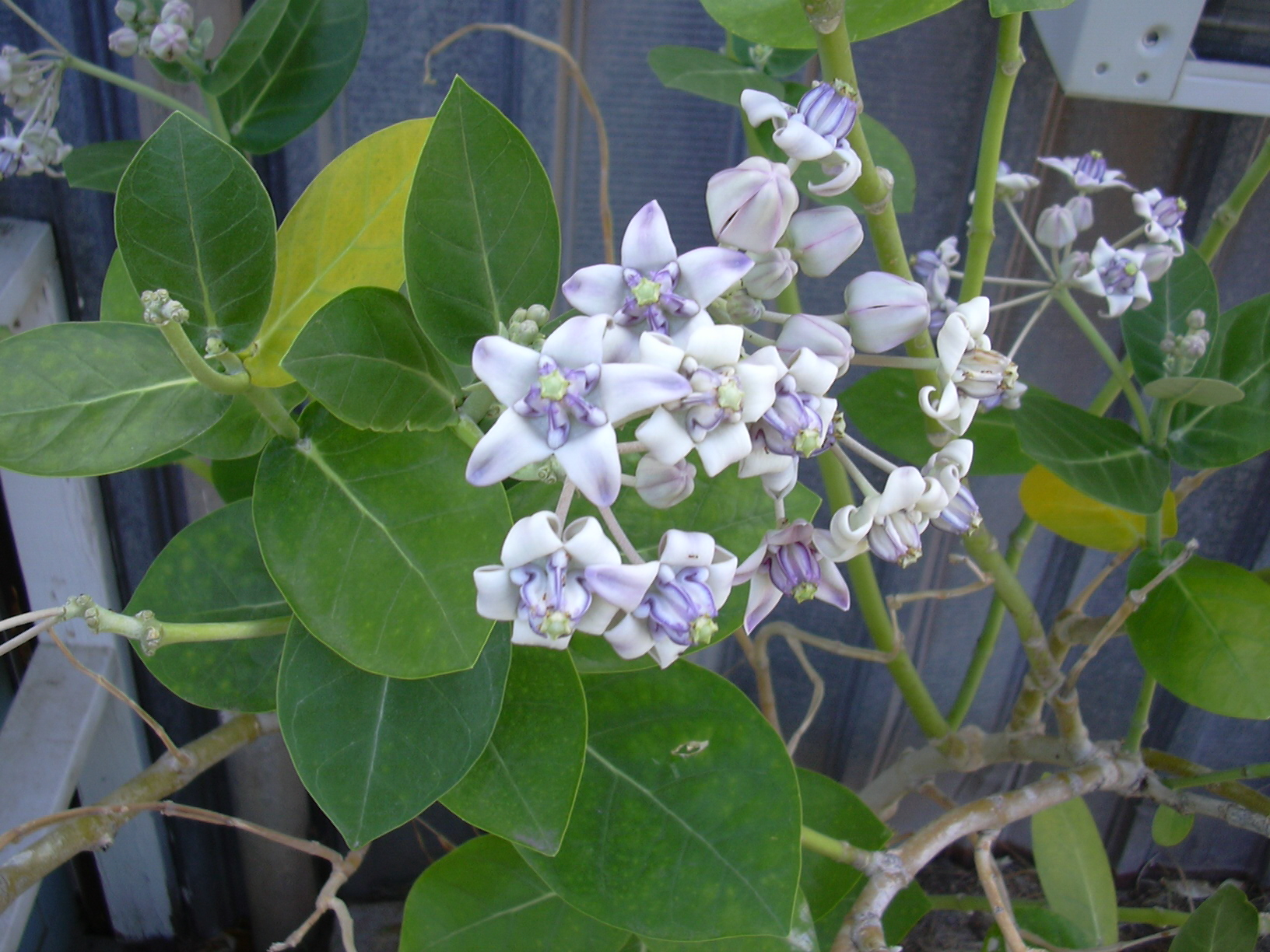
Inflorescencia.

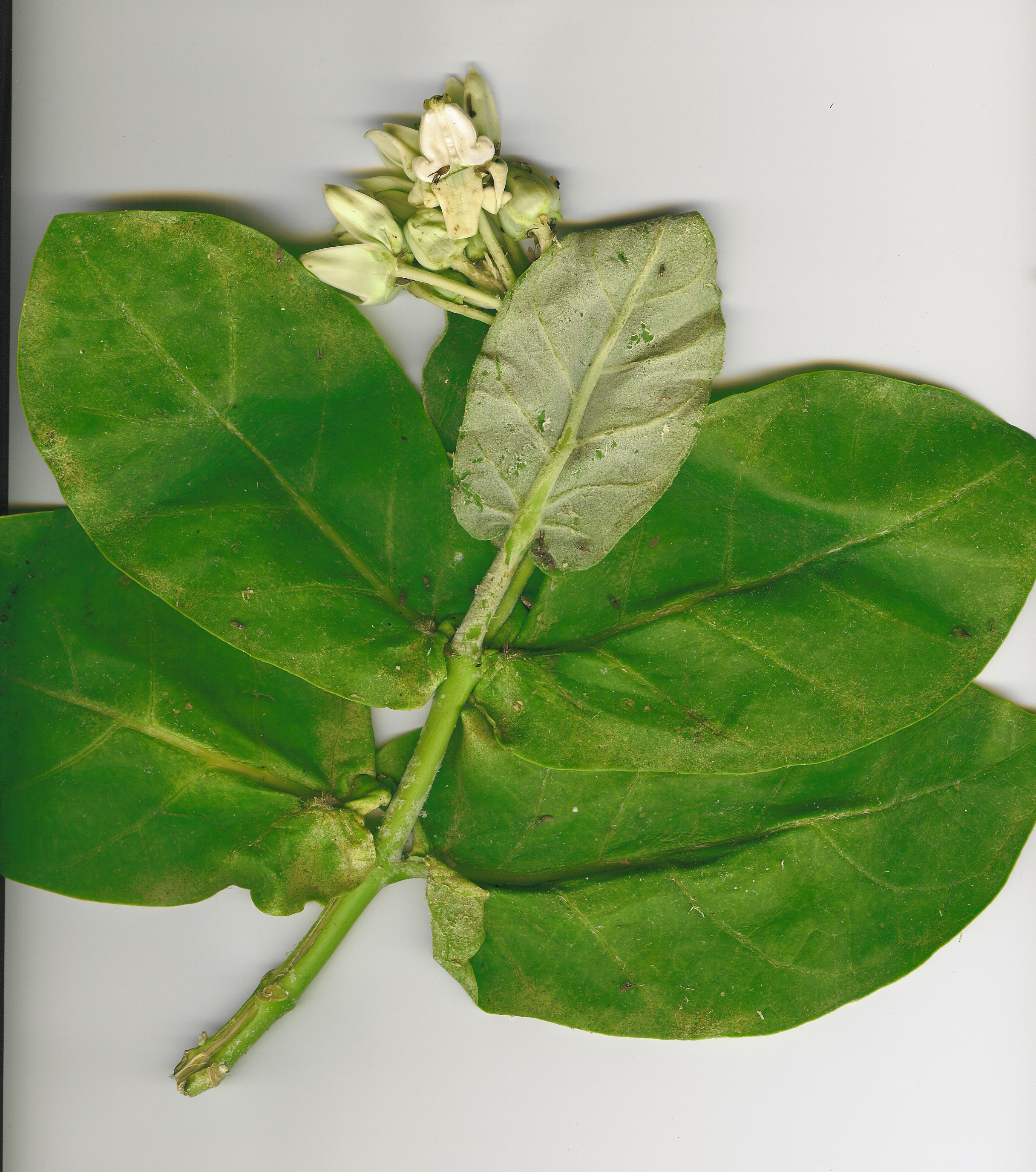
Hojas y flor

## Descripción
Es un gran arbusto que puede alcanzar los 4 metros de altura con tallos lechosos. Las hojas, de color verde claro, son de forma ovalada. Las flores, de color blanco o lila y aspecto ceroso, surgen agrupadas formando racimos.  Cada una consta de cinco pétalos puntiagudos y una pequeña y elegante "corona" que se eleva desde el centro, de donde surgen los estambres. El fruto es un folículo que cuando está seco permite la dispersión de semillas por el viento.  Esta planta acoge a una gran variedad de insectos y mariposas.

## Usos
En Tailandia las flores se utilizan para diversos arreglos florales debido a su prolongada duración. En la India también es común en los arreglos florales de los templos.

### Propiedades medicinales
Se utiliza la corteza de la raíz y las flores en medicina tradicional.
La corteza de la raíz es tónica, sudorífica, antiespasmádica y expectorante, en dosis altas es un emético. Las flores se usan como digestivo, estomacal y tónico. El jugo lechoso de los tallos es venenoso.

## Taxonomía
Calotropis gigantea fue descrita por (L.) W.T.Aiton y publicado en Hortus Kewensis; or, a Catalogue of the Plants Cultivated in the Royal Botanic Garden at Kew. London (2nd ed.) 2: 78. 1811[1811].
Etimología
Calotropis: nombre genérico que deriva  del griego kalos, "bello", y tropis
gigantea: epíteto latino que significa "gigante, enorme".
Sinonimia
- Calotropis gigantiea (L.) R. Br. ex Schult.
- Asclepias gigantea L.
- Madorius giganteus (L.) Kuntze
- Periploca cochinchinensis Lour.
- Streptocaulon cochinchinense (Lour.) G.Don[3]